# Thomas Campbell (poeta)

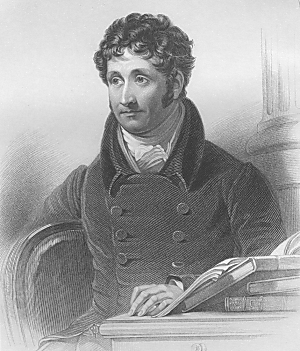
Thomas Campbell.

Thomas Campbell (Glasgow, 27 de julio de 1777 - Boulogne-sur-Mer, 15 de junio de 1844) fue un poeta, historiador y periodista británico. 
Autor de cantos patrióticos y poesía sentimental, entre los que destacan: La batalla de Hohenlinden, de la que fue testigo; El sueño del soldado; Los goces de la esperanza y Los marineros de Inglaterra. Perteneció al círculo literario de sir Walter Scott y se le relaciona con la poesía lakista.

## Vida
Thomas Campbell era el octavo hijo de Alexander Campbell, comerciante que perdió su fortuna como consecuencia de la Guerra de Independencia de los Estados Unidos. Estudió en la Universidad de Glasgow. Se ganó la vida como tutor y escribiendo. 
En 1799, seis meses después de la publicación de las Baladas líricas de Wordsworth y Coleridge, Thomas Campbell publicó Los goces de la esperanza, poema con el que obtuvo un éxito inmediato y fue objeto de imitación (Albert de Montémont, 1824).
En junio de 1800 viajó por Alemania, conociendo a Friedrich Gottlieb Klopstock en Hamburgo. Regresó a Inglaterra al estallar la guerra entre su país y Dinamarca. En 1803 se casó con su prima segunda, Matilda Sinclair, y se estableció en Londres. En 1805 recibió del gobierno una pensión de doscientas libras. Por entonces se ganaba la vida trabajando como periodista para el Daily Star, traduciendo noticias del extranjero. 
En 1812 dio conferencias en la "Royal Institution" de Londres. Viajó a París en 1814, donde conoció, entre otros, a August Wilhelm von Schlegel, y el Barón Cuvier. Sus problemas económicos se aliviaron en 1815 cuando recibió un legado de cuatro mil libras. En 1820 aceptó ser editor del New Monthly Magazine, y ese mismo año hizo otro viaje a Alemania.
Se le considera uno de los fundadores de la Universidad de Londres (1825). Visitó Berlín para conocer el sistema educativo alemán, e hizo recomendaciones que fueron adoptadas por Lord Brougham. De 1826 a 1829 desempeñó el cargo de rector de la Universidad de Glasgow. Campbell se retiró de la edición del New Monthly Magazine en 1830. Partidario de la independencia de Polonia (como puede verse en Los goces de la esperanza), la noticia de la caída de Varsovia en manos de los rusos le afectó como una calamidad personal; ello motivó la fundación en Londres de la “Asociación de Amigos de Polonia”. En 1834 viajó a París y Argel. En 1843 recibió el título de "Poeta laureado".
La escasa producción de Campbell puede explicarse, en parte, por sus desgracias domésticas. Su esposa murió en 1828. De sus dos hijos, uno murió en la infancia y el otro enloqueció. Su propia salud se resintió, y gradualmente fue apartándose de la vida pública. Murió en Boulogne en 1844 y está enterrado en la Abadía de Westminster.

## Obra
- De sus años de juventud, cuando actuaba como tutor en las Highlands son su poema Glenara y la balada de Lord Ullin's Daughter, inspiradas por su visita a la isla de Mull (Hébridas). A esta última década del siglo XVIII pertenecen los poemas The Wounded Hussar, The Dirge of Wallace y la Epistle to Three Ladies.
- Los goces de la esperanza (The Pleasures of Hope) (1799). Es una poesía patriótica, retórica y didáctica, en pareados heroicos; muy del gusto de la época, trataba temas cercanos a sus contemporáneos, como la Revolución francesa, la Partición de Polonia y la esclavitud de los negros. Tuvo un éxito inmediato. En junio de 1803 tuvo una segunda edición, con poemas añadidos.
- "La batalla de Hohenlinden (Hohen Linden)", "Los marineros de Inglaterra (Ye Mariners of England)" y "El sueño del soldado (The Soldier's Dream)", fueron compuestas con motivo de su viaje por Alemania en 1800. De esta época es The Exile of Erin.
- "La batalla del Báltico (The Battle of Baltic)" (1801).[1]
- Obra histórica: "Anales de Inglaterra; De la llegada de Jorge III a la paz de Amiens" (1808).
- "Gertrude de Wyoming" (1809). Poema narrativo, escrito con la estrofas spenserianas.
- Specimens of the British Poets (1819). Contiene una admirable selección con cortas biografías de poetas ingleses, y venía precedido por un artículo sobre poesía que contenía una crítica muy valiosa.
- Theodric (1819). Poema no muy afortunado sobre la vida doméstica.
- Letters from the South (1837). Cartas escritas durante su viaje de 1834.
- Vida de la Sra. Siddon (Life of Mrs Siddons) (1842).
- El peregrino de Glencoe (The Pilgrim of Glencoe) (1842). Poema narrativo.